# Сан Поло ди Ториле (Парма)
Сан Поло ди Ториле је насеље у Италији у округу Парма, региону Емилија-Ромања.
Према процени из 2011. у насељу је живело 37 становника. Насеље се налази на надморској висини од 28 м.